# Agía Marína (ort i Grekland, Attika)
Agía Marína (Agia Marina) är en ort i Grekland.   Den ligger i prefekturen Nomarchía Anatolikís Attikís och regionen Attika, i den sydöstra delen av landet, 21 km sydost om huvudstaden Aten. Agía Marína ligger 12 meter över havet och antalet invånare är 3 765.
Terrängen runt Agía Marína är platt västerut, men åt nordost är den kuperad. Havet är nära Agía Marína åt sydväst.  Närmaste större samhälle är Kallithea, 19,2 km nordväst om Agía Marína. 